# 동양파일
동양파일(Tongyang Pile Inc.)은 대한민국의 PHC파일 기업이다. 본사는 충청남도 아산시 염치읍 아산온천로 16-127에 위치해 있으며 대표이사는 한웅걸이다. 한국 PHC 파일 시장에서 3위에 해당하며, 주로 건축물 착공 시 사용되는 콘크리트 파일을 전문으로 생산한다

## 상장
2016년 4월 6일 공모가 10,000원에 상장하였다.

## 참고 문헌
1. ↑  동양파일 주가 웃었다...향후 건설경기 회복 기대, 핀포인트뉴스, 2023.10.30
2. ↑  “동양파일, PHC파일 판매량 증가·단가 상승을 이어갈 전망”, 뉴스투데이, 2022.03.30
3. ↑  PHC파일 가격↑...동양파일 "가격과 실적 연동", 뉴스핌, 2021년 2월 1일
4. ↑  한국IR협의회 기술분석보고서-동양파일 2022.06.21